# Giovanni Antonio Marcacci
Giovanni Antonio Marcacci (Locarno, 15 agosto 1769 – Milano, 10 aprile 1854) è stato un politico, diplomatico e giurista svizzero-italiano.

## Biografia
Nacque a Locarno nella stessa data di Napoleone, figlio di Carlo Francesco e di Teresa Ciceri; rimase orfano del padre in tenera età. Dopo aver frequentato le università di Fulda, di Friburgo e Pavia, nel 1793 rientrò a Locarno. Nel 1798 fu eletto deputato al Gran Consiglio della Repubblica elvetica e nel 1800 al Consiglio legislativo; nel 1802 diventa giudice del Tribunale supremo elvetico. Tra il 1803 e il 1804 fu alla Dieta federale.
Nel corso del XIX secolo viene inviato in Italia come incaricato d'affari e come console generale del governo svizzero.